# Ятта, Фабакари
Фабакари Ятта (англ. Fabakary Jatta; род. 16 ноября 1952, Альбреда, Северный Берег) — гамбийский государственный и политический деятель. С 2022 года занимает должность спикера Национальной ассамблеи Гамбии, а с 2017 года является лидером «Альянса за патриотическую переориентацию и созидание».

## Биография
Родился 16 ноября 1952 года в Альбреде, Гамбия. Получил образование в средней школе Армитиджа и колледже Юндум (1970—1973). Позже работал учителем в Бансанге с 1973 по 1977 год и в средней школе Краб-Айленда в Банжуле с 1977 по 1979 год, прежде чем стал работать бухгалтером в «Nigeria Airways».
Во время Первой республики Гамбии (1970—1974) поддерживал «Партию национального собрания» и был привлечен к суду за то, что якобы зарегистрировался для голосования в двух разных округах, чтобы противостоять Народной прогрессивной партии. Присоединился к «Альянсу за патриотическую переориентацию и созидание» с момента создания в 1996 году. На парламентских выборах 1997 года был избран членом Национальной ассамблеи от Восточной Серекунды и переизбирался в 2002, 2007 и 2012 годах. В 2004 году стал одним из членов Панафриканского парламента. Был выбран лидером большинства в Национальном ассамблее президентом Яйя Джамме после выборов 2007 года.
В 2010 году поддерживал кандидатуру Абдули Боджанга на должность спикера. В феврале 2016 года стал одним из четырёх гамбийских парламентариев, назначенных в парламент Экономического сообщества западноафриканских государств (ЭКОВАС). После подведения итогов парламентских выборов 2017 года покинул Национальную ассамблею и стал новым лидером «Альянса за патриотическую переориентацию и созидание» после изгнания из страны бывшего президента Яйя Джамме. Поднял некоторые вопросы по поводу проведения выборов 2017 года, указав на нарушения в проведении и заявив, что некоторые сторонники «Альянса за патриотическую переориентацию и созидание» подверглись преследованиям. Он сказал, что «Альянс за патриотическую переориентацию и созидание» не следует винить в действиях Яйя Джамме: «Нельзя коллективно наказывать людей. Мы считаем, что Гамбия должна двигаться вперед».
17 апреля 2022 года президент Адама Барроу назначил его спикером Национальной ассамблеи после подведения итогов выборов 2022 года.